# Beatriz de Inglaterra
Beatriz de Inglaterra o Beatriz de Dreux (25 de junio de 1242-24 de marzo de 1275) fue una princesa de Inglaterra, segunda hija del rey Enrique III de Inglaterra y de su esposa Leonor  de Provenza. Sus hermanos fueron Eduardo I de Inglaterra; Margarita, reina de Escocia; Edmundo de Lancaster; Ricardo de Inglaterra; Juan de Inglaterra; Catalina de Inglaterra; Guillermo de Inglaterra y Enrique de Inglaterra. Ella y su familia fueron miembros de la casa real de Plantagenet, que gobernó por primera vez en el siglo XII y fue fundada por Enrique II de Inglaterra.

## Relevancia histórica
Aunque existe poca información sobre las actividades de Beatriz, fue una parte importante de la historia de Inglaterra. Su matrimonio con Juan II de Bretaña ayudó a forjar una alianza con Francia, lo que colocó al Condado de Richmond bajo el escudo de Inglaterra.
El reinado de Enrique III de Inglaterra tuvo mucho oposición en Inglaterra. En un momento en que Simón de Montfort, VI conde de Leicester quería despojar al rey de parte de sus poderes para dar más voz a los barones, era necesario que Enrique fortaleciese su gobierno por medio de matrimonios familiares con personas claves. Cuando Enrique fue coronado, pocas áreas del Imperio Angevino (que comprendía Gascuña, Bearne, Angulema, Saintonge y Agenais) permanecieron fieles a él.
El matrimonio de Beatriz con Juan II de Bretaña fue de gran utilidad para Enrique III. A partir de entonces, Enrique obtuvo seguridad inglesa en la frontera norte. Si bien planificó recuperar Poitou, fue vencido en su campaña. Debido a ello, sus dominios eran menos extensos que los del Imperio angevino. Por medio de varias estrategias, Enrique III logró reinar sobre Inglaterra durante 56 años hasta su muerte en 1272.